# Klarysa
Klarysa – imię żeńskie, pokrewne imieniu Klara.
Klarysa imieniny obchodzi: 1 lipca i 9 sierpnia.
Znane osoby noszące imię Klarysa:
- Clarisse Agbegnenou – francuska dżudoczka
- Clarissa Chun – amerykańska zapaśniczka
- Clarissa Davis – amerykańska koszykarka
- Clarisa Fernández – argentyńska tenisistka
- Clarisse Nomaye – czadyjska pisarka i poetka
- Clarice Lispector – brazylijska pisarka
- Klarysa Orsini – włoska arystokratka
- Clarissa Pinkola Estés – amerykańska pisarka i psychoterapeutka
- Clarisa Sagardía – argentyńska siatkarka
- Clarissa Scott Delany – amerykańska poetka
- Claressa Shields – amerykańska pięściarka
- Clarissa Minnie Thompson Allen – amerykańska pisarka i poetka